# Burgstall bei Burgstall (Wessobrunn)
Der Burgstall bei Burgstall bezeichnet eine abgegangene mittelalterliche Höhenburg in Spornlage auf 780 m ü. NHN, etwa 200 Meter ostnordöstlich des Weilers Burgstall bei dem Ortsteil Forst der Gemeinde Wessobrunn im Landkreis Weilheim-Schongau in Bayern.

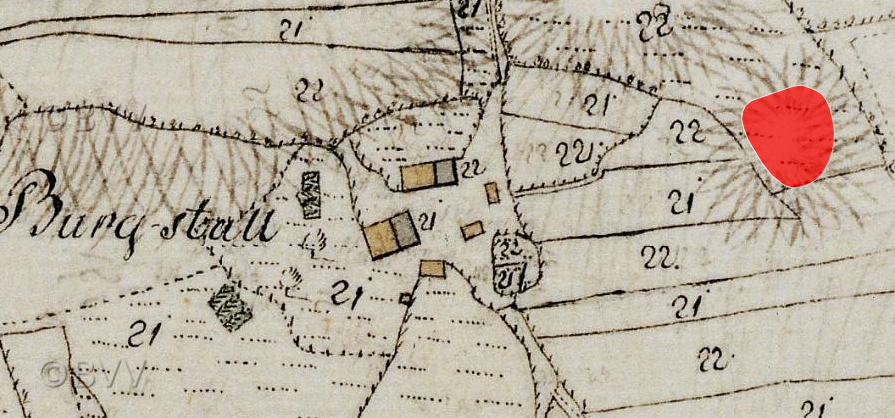
Lageplan von Burgstall bei Burgstall (Wessobrunn) auf dem Urkataster von Bayern

Von der ehemaligen Burganlage ist nur ein Hügel erhalten, heute ist die Stelle als Bodendenkmal D-1-8132-0019 „Burgstall des hohen Mittelalters“ vom Bayerischen Landesamt für Denkmalpflege erfasst.